# Per-Olov Löwdin
Per-Olov Löwdin (Uppsala, 28 ottobre 1916 – Uppsala, 6 ottobre 2000) è stato un chimico e fisico svedese, pioniere della chimica quantistica.

## Biografia
Löwdin iniziò gli studi presso l'Università di Uppsala nel 1935, conseguendo il licentiate in filosofia nel 1942 e iniziando in quell'anno ad insegnare meccanica e fisica matematica. Nel 1946 lavorò per sei mesi nel gruppo di ricerca di Wolfgang Pauli, nel quale si occupò di problemi di elettrodinamica quantistica, e nel 1948 difese la sua tesi di dottorato in fisica teorica sotto la supervisione di Ivar Waller e nello steso anno divenne docent. Nel 1949 lavorò per cinque mesi con Nevill Francis Mott, continuando a occuparsi di fisica dello stato solido, stesso argomento della sua tesi di dottorato. Tra il 1950 e il 1951 si recò negli Stati Uniti, dove lavorò con Hertha Sponer presso la Duke University, Robert S. Mulliken presso l'Università di Chicago, e con John C. Slater presso il Massachusetts Institute of Technology. In quel periodo iniziò a interessarsi di chimica quantistica, alla quale contribuì con diversi contributi pionieristici.
Nel 1955 Löwdin istituì un gruppo di ricerca di chimica quantistica presso l'Università di Uppsala, introducendo lo studio della disciplina in Svezia, e un simile gruppo di ricerca presso l'Università della Florida, a Gainesville, nel 1960. Nello stesso anno, divenne professore di chimica quantistica a Uppsala.
Nel 1969 venne eletto membro dell'Accademia reale svedese delle scienze, e fu membro del Comitato Nobel per la fisica dal 1972 al 1984. Nel 1980 ricevette un dottorato honoris causa dall'Università di Turku.
Tra il 1940 e il 1959 fu sposato con l'atleta Inga Svennbeck, e nel 1960 si risposò con Karin Elmsäter. Morì a Uppsala nel 2000, ed è ivi sepolto presso il cimitero vecchio.